# Sauerbraten
El sauerbraten (de sauer, «agre» o «en vinagreta»; i braten, «carn rostida») és un rostit típic alemany preparat amb carn normalment de vedella, però també amb carn de cèrvid, anyell, porc i, tradicionalment, cavall. Abans de cuinar-la, la carn es marina durant diversos dies (les diferents receptes varien entre tres i deu dies) en una mescla de vinagre (o vi), aigua, herbes, espècies i condiments. Ja que pel sauerbraten se solen utilitzar talls durs de carn, la carn es marina a fi de fer-la tornar més tendra i blana. Els ingredients que s'utilitzen per marinar-la depenen de la tradició i estil de cada regió.
El sauerbraten es concep com un dels plats nacionals d'Alemanya i és un dels menjars més coneguts del país. S'acostuma a servir amb acompanyaments típics alemanys, com rotkohl (col llombarda), Knödel o kartoffelklöße, spätzle i patates bullides. En certes regions s'acompanya amb kartoffelpuffer o reibekuchen; aquesta pràctica s'ha estès als restaurants alemanys d'altres països.